# Mih Ouansa
Mih Ouansa (în arabă مية ونسة) este o comună din provincia El Oued, Algeria.
Populația comunei este de 15.593 de locuitori (2008).